# 高玉堂
高玉堂 (1971年4月—)，中共党员，原长春市卫健委主任，因应对2022年3月吉林省2019冠状病毒病聚集性疫情不力被免职。

## 生平
高玉堂曾任长春市儿童医院院长、长春市妇产医院院长、长春市第二医院院长。